# Sergio Balbinot
Sergio Balbinot (* 8. September 1958 in Tarvisio, Italien) ist ein italienischer Versicherungsmanager. Seit 2015 ist er Mitglied des Vorstands der Allianz SE.

## Karriere
Nach dem Schulabschluss 1977 studierte Balbinot Wirtschaftswissenschaften. Seit 1983 ist er in der Generali-Gruppe tätig; von 1983 bis 1986 zunächst bei der Tochtergesellschaft Deutscher Lloyd Versicherungen in München. Nach drei Jahren in der Konzernzentrale in Triest war er von 1989 bis 1992 Leiter der Schweizer Niederlassung in Zürich. Bis 1995 arbeitete er anschließend als Direktor der Europ Assistance S. A. in Paris. 1995/1996 war er Leiter des Managements für die deutschsprachigen Länder und Frankreich. Anschließend war er in der Konzernführung in verantwortlichen Positionen tätig, um 2002 Konzernchef zu werden.
Seit dem 1. Januar 2015 ist er Mitglied des Vorstands der Allianz SE, verantwortlich für das Versicherungsgeschäft in den Ländern West- und Südeuropas (Frankreich, Benelux, Italien, Griechenland, Türkei) und Afrika exklusive Nordafrika. Seit dem 1. September 2015 ist er zudem verantwortlich für das Versicherungsgeschäft im Nahen Osten, Nordafrika und Indien.
Balbinot ist Mitglied der Aufsichtsräte verschiedener internationaler Tochtergesellschaften, u. a. bei der Allianz France S.A., Allianz S.p.A., Allianz Sigorta A.S. und Allianz Yasam ve Emeklilik A.S.